# Futbol'nyj Klub Fakel Voronež
Il Fakel Voronež (in lingua russa Футбольный клуб Факел Воронеж, nome completo Futbol'nyj Klub Fakel Voronež, in italiano Club Calcistico "Torcia" Voronež) è una società calcistica russa con sede nella città di Voronež. Milita nella Prem'er-Liga, la massima divisione del campionato russo di calcio.

## Storia

### Periodo sovietico
Il club è stato fondato nel 1947 col nome di Кomanda Stalinskogо rajonа (translitterazione di Команда Сталинского района, cioè Squadra del distretto dell'acciaio). Dal 1954 fu rinominata Кomanda gorodа Voronеžа (translitterazione di Команда города Воронежа, cioè Squadra della città di Voronež).
Nel 1954, per la prima volta, partecipò ai campionati nazionali sovietici disputando la Klass B, seconda serie sovietica; dal 1959 al 1976 fu conosciuta come Trud (translitterazione di Труд, che vuol dire Lavoro).
Rimase in seconda serie fino al 1960, quando vinse il Girone 1 delle Repubblica Russa e vinse le finali, raggiungendo per la prima volta la massima divisione sovietica, retrocedendo però immediatamente. Rimase in seconda serie fino al 1969 quando scese nuovamente, partecipando per la prima volta alla terza serie.
Dal 1977 in poi ha assunto la denominazione di Fakel; nel 1978, anno in cui vinse il Girone 1 di Vtoraja Liga, fu ammessa in Pervaja Liga. Nel 1984 vinse il campionato, venendo ammessa alla Vysšaja Liga per la seconda volta: anche questa partecipazione fu fallimentare e la squadra retrocesse immediatamente.
Nel 1987 andò incontro ad una nuova retrocessione, da cui seppe riscattarsi immediatamente, vincendo il Girone 1 di Vtoraja Liga e il Gruppo C dei play-off, tornando in Pervaja Liga.

### Periodo russo
Con la dissoluzione dell'Unione Sovietica tutte le squadre di Pervaja Liga, tra cui il Fakel, furono ammesse alla neonata massima serie: la terza esperienza in massima serie si concluse con la terza retrocessione. L'anno successivo la squadra retrocesse nuovamente, ma nel 1994 la squadra vinse il Girone Ovest di Vtoraja Liga, tornando in seconda serie.
Due anni più tardi, grazie al terzo posto finale nel 1996, conquistò una nuova promozione in massima serie che, come da tradizione del club, coincise l'anno seguente con la retrocessione immediata. Il secondo posto del 1999 significò per la squadra la quarta promozione in massima serie. Questa volta, però, al termine del campionato 2000 il Fakel finì tredicesimo, ottenendo la prima salvezza in massima serie della sua storia.
La retrocessione fu rimandata solo di un anno: il penultimo posto del 2001 costrinse il club a dare l'addio alla categoria. Nel 2002 cambiò nome in Voronež e l'anno dopo la squadra tornò alla denominazione di Fakel, retrocedendo in terza serie. Da allora la squadra staziona tra seconda e terza serie del campionato russo. Nel 2017 vinse la Kubok FNL, torneo amichevole riservato alle squadre di seconda serie. Tra il 2018 e il 2020 incappò in tre retrocessioni consecutive, tutte annullate da ripescaggi dovuti a defezioni degli altri club, che consentirono alla squadra di mantenere la seconda categoria. Il secondo posto nella PFN Ligi 2021/22 significò, invece, il ritorno in massima serie dopo oltre 20 anni di assenza.

## Palmarès

### Competizioni nazionali
- Pervaja Liga Sovietica: 2

1960 (Girone 1), 1984
- Vtoraja Liga Sovietica: 2

1978 (Girone 1), 1988 (Girone 1)
- Vtoraja liga Rossii: 2

1994 (Girone Ovest), 2004 (Girone Centro)
- Kubok FNL: 1

2017

### Altri piazzamenti
- Pervaja Liga:

Terzo posto: 1963, 1983
- Coppa dell'Unione Sovietica:

Semifinalista: 1984
- PFN Ligi:

Secondo posto: 1999
Terzo posto: 1996

## Organico

### Rosa 2024-2025
| N. |                        | Ruolo | Calciatore          |
| -- | ---------------------- | ----- | ------------------- |
| 1  | Russia (bandiera)      | P     | Vitalij Gudiev      |
| 4  | Russia (bandiera)      | D     | Maks Dziov          |
| 5  | Russia (bandiera)      | D     | Albert Gabaraev     |
| 6  | Paesi Bassi (bandiera) | C     | Dylan Mertens       |
| 7  | Francia (bandiera)     | C     | Mohamed Brahimi     |
| 8  | Russia (bandiera)      | C     | Abdula Bagamaev     |
| 9  | Russia (bandiera)      | A     | Aleksej Kaštanov    |
| 10 | Russia (bandiera)      | A     | Ilnur Alshin        |
| 11 | Moldavia (bandiera)    | C     | Nichita Moțpan      |
| 13 | Russia (bandiera)      | D     | Ihor Kalinin        |
| 15 | Russia (bandiera)      | A     | Vladimir Il'in      |
| 17 | Russia (bandiera)      | C     | Nikolaj Giorgobiani |
| 21 | Russia (bandiera)      | C     | Michail Ščetinin    |

| N. |                        | Ruolo | Calciatore            |
| -- | ---------------------- | ----- | --------------------- |
| 22 | Russia (bandiera)      | D     | Igor' Jurganov        |
| 23 | Russia (bandiera)      | C     | Vjačeslav Jakimov     |
| 31 | Russia (bandiera)      | P     | Aleksandr Belenov     |
| 33 | Russia (bandiera)      | C     | Irakli Kvekveskiri    |
| 35 | Russia (bandiera)      | P     | Vyacheslav Dorovskikh |
| 47 | Russia (bandiera)      | D     | Sergey Bozhin         |
| 64 | Russia (bandiera)      | C     | Andrey Ivlev          |
| 71 | Bielorussia (bandiera) | C     | Anton Kovalev         |
| 72 | Algeria (bandiera)     | D     | Rayan Senhadji        |
| 76 | Russia (bandiera)      | C     | Nikita Ershov         |
| 77 | Russia (bandiera)      | C     | Aleksandr Lomovickij  |
| 92 | Russia (bandiera)      | D     | Sergey Bryzgalov      |